# Battaglia di Savenay
La battaglia di Savenay fu una battaglia delle Guerre di Vandea, è stata la battaglia decisiva della Virée de Galerne, che portò all'annientamento dell'Esercito cattolico e reale, è avvenuta il 23 dicembre 1793, a Savenay.

## Situazione prima della battaglia
Dopo una pesante sconfitta nella Battaglia di Le Mans (12 dicembre 1793), alcune migliaia di vandeani fuggirono verso Laval, nella speranza di attraversare Loira, per tornare in Vandea. Dinanzi all'assenza di barche, il passaggio risultò impossibile ad Ancenis.
I vandeani costruirono allora barche e circa 4 000 persone, fra cui La Rochejaquelein e Stofflet, riuscirono ad attraversare il fiume, prima dell'arrivo delle navi repubblicane, che gli bloccarono il passaggio. Bloccati a nord della Loira, allora tentarono di trovare un'altra uscita e si diressero verso Savenay, nei pressi di Nantes.

## La battaglia
La città fu presa dai vandeani nella mattina del 22 dicembre, quasi senza combattimenti, i 150 soldati repubblicani che la difendevano si diedero alla fuga e la popolazione della città era stata evacuata. Alle 9, i vandeani preparano la città per difendersi, i repubblicani non tardarono ad arrivare, Westermann fu il primo, alle 11, che attaccò immediatamente ma fu respinto al termine di una breve scaramuccia. Alle 12, arrivarono Kléber e Marceau, accompagnati dal grosso dell'esercito repubblicano. Seguì un'altra scaramuccia per il controllo del bosco di Touchelais, situato al Nord-est di Savenay, che finì con il vantaggio dei repubblicani.
Tuttavia furono gli ultimi combattimenti della giornata poiché nel pomeriggio scesero la nebbia e la bruma e i repubblicani fermano i loro attacchi e mantengono la loro posizione. La notte stava calando quando i rappresentanti in missione, Pierre Prieur de La Marne, Louis Turreau, cugino del generale Louis Marie Turreau e Pierre Bourbotte arrivarono all'accampamento repubblicano e furono sorpresi nel vedere le truppe a riposo. Inoltre, nonostante la notte, pretesero l'impegno immediato in combattimento per non lasciare che i vandeani scappassero, furono immediatamente sostenuti da Westermann. Nonostante la messa in atto di un consiglio di guerra, Kléber rimase intransigente e dichiarò che occorreva attendere l'alba per attaccare, Marceau era dalla sua parte e finì per convincere Prieur de La Marne.

Alle due del mattino, arrivò la divisione di Tilly, Canuel comandava il lato sinistro, Kléber il centro-sinistro, Marceau centro-destra e Tilly il lato destro. Eccetto alcuni passaggi a sud della città, i vandeani erano quasi completamente circondati.
All'alba iniziò la battaglia, ma con sorpresa generale, furono i vandeani e i chouan a lanciarsi all'attacco allo scopo di riprendere il bosco di Touchelais per rompere l'accerchiamento. Quest'attacco, diretto da Lyrot, ebbe successo, la prima linea di repubblicani ripiegò lasciando indietro 2 cannoni e 40 prigionieri. Immediatamente, Kléber si lanciò al contrattacco, caricando alla baionetta e costrinse i vandeani ad arretrare fino alle porte di Savenay. Al centro, Marceau, alla testa della legione dei franchi e dei cacciatori di Kastel incontrò difficoltà e fu rallentato dall'artiglieria vandeana.
Anche Canuel, Tilly e Westermann passarono all'attacco e attaccarono i vandeani da ogni lato. Presto, i repubblicani entrarono in città nonostante la resistenza dei pezzi di artiglieria di Marigny. In città c'era grande confusione, il combattimento divenne casa per casa, e anche molte donne vandeane parteciparono a questi combattimenti. L'artiglieria vandeana in seguito ripiegò dinanzi alla chiesa e riuscì a tenere il posto per qualche momento. Fleuriot tentò allora un ultimo contrattacco, caricò alla testa di un gruppo di 200-300 cavalieri, comandati da Georges Cadoudal e nel quale si trovava anche Pierre-Mathurin Mercier la Vendée, come pure di alcune fanti. Attaccarono e bucarono le linee della divisione di Tilly, cercarono in seguito di prendere alle spalle le linee repubblicane, ma le riserve intervennero e costrinsero i cavalieri a battere in ritirata.
Ma durante questo tempo, sul posto della chiesa, i repubblicani presero la batteria vandeana. Ormai in fuga, i vandeani uscirono dalla città e si ricongiunsero ad ovest della stessa, inseguiti dai repubblicani. I vandeani presero allora i loro ultimi due cannoni che Marigny aveva conservato come riserva e tentarono di coprire la fuga dei feriti e delle donne e i bambini. Durante quest'ultima opposizione, Lyrot fu ucciso. Marigny ripiegò nuovamente sul bosco della Corona bianca, con i suoi due cannoni e ciò che restava dei suoi uomini, e tenne la sua posizione per un'ora, quindi si disperse con i suoi uomini nelle paludi, riuscendo a sfuggire ai repubblicani.
Più lontano, a nord-ovest della città, un gruppo di 600 vandeani che resisteva a Butte des Vignes, ripiegò poco dopo verso il bosco della Corona bianca, ma fu circondato dal reggimento di Armagnac e vennero tutti massacrati.
Savenay venne controllata casa per casa, vennero raccolte centinaia di feriti, donne e bambini che vennero sloggiati delle case in cui si erano nascosti e chiusi nella chiesa in attesa di giudizio. Alle 14, la battaglia era terminata.

## Il massacro

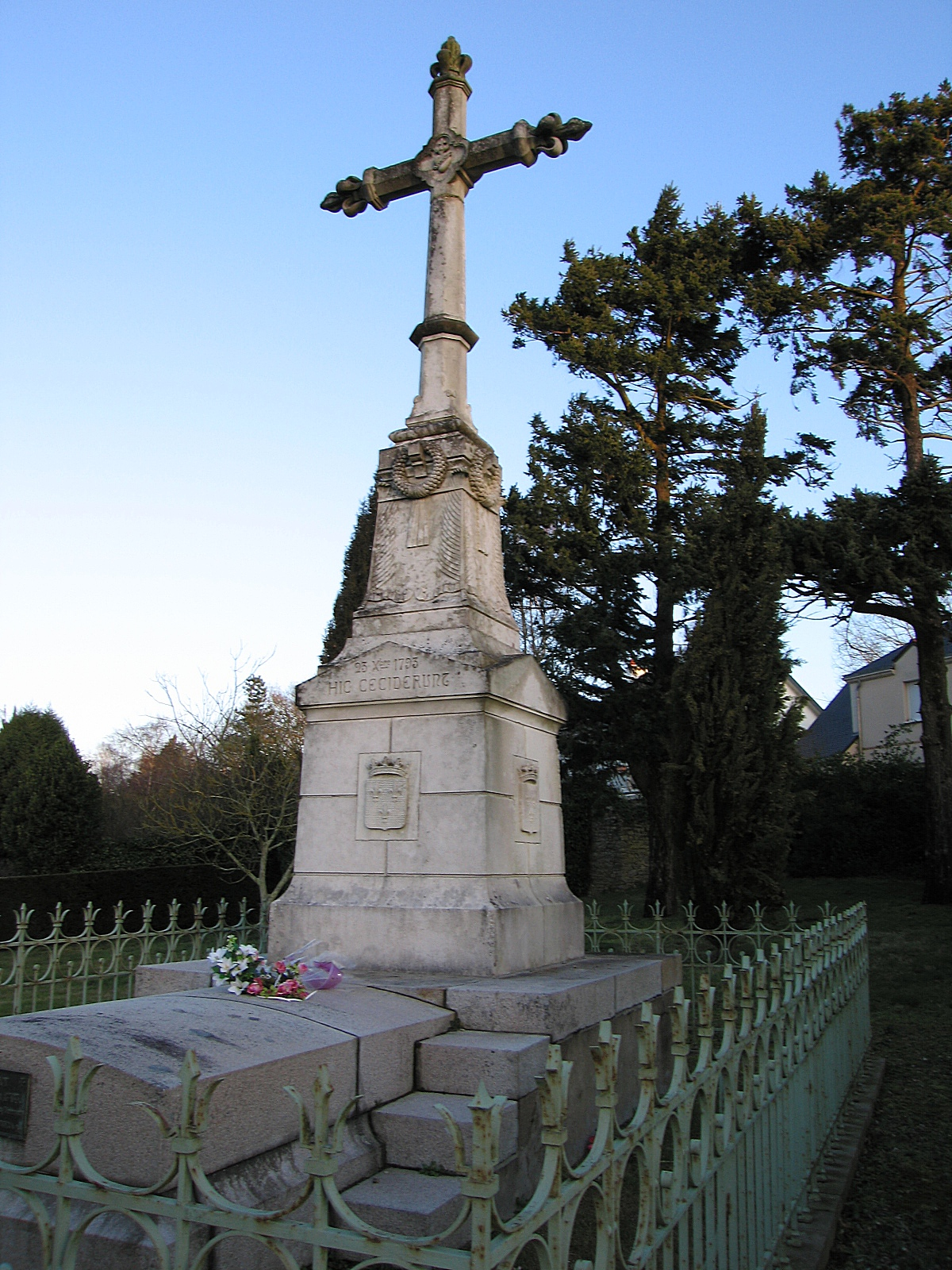
La croce di Savenay, monumento commemorativo della battaglia di Savenay

Dopo la battaglia, mentre il generale Kléber occupò Nantes con il grosso delle truppe repubblicane dove andarono a festeggiare la vittoria, la cavalleria repubblicana comandata da Marceau e Westermann si lanciò all'inseguimento dei vandeani, perquisendo i villaggi vicini e le campagne dei dintorni, uccisero quelli che andavano trovando.
Il generale di brigata Alexis Antoine Charlery attaccò una posizione tenuta da una banda di 500 vandeani ma non riuscì a sconfiggerli, allora propose loro la resa in cambio dell'autorizzazione a rientrare nel loro accampamento; la proposta fu accettata e firmata. I prigionieri furono in seguito inviati a Nantes per fare ratificare l'accordo da parte di un rappresentante in missione, ma quest'ultimo rifiutò, fece fucilare i prigionieri repubblicani rilasciati e arrestò il generale Charlery. Quest'ultimo sarà finalmente liberato alcuni tempi dopo, ma offeso, si dimetterà.
Il generale Kléber, scriverà, nelle sue memorie: "... ogni colonna prende una direzione diversa nell'inseguimento dei ribelli. La carneficina diventa orribile. Si vedono ovunque soltanto pile di cadaveri. Una grande parte di questi verrà annegata nella palude di Montoir, il resto rifugiato nei boschi presto sarà scoperto, ucciso o fatto prigioniero... Si inviano allora pattuglie di fanteria o di cavalleria in tutti i villaggi dei dintorni... migliaia di prigionieri di qualsiasi età e di qualsiasi sesso sono successivamente fermati e condotti nelle retrovie. I rappresentanti del popolo li fecero giudicare da tribunali rivoluzionari, e la Francia, l'Europa intera, conosce tutte le atrocità che hanno compiuto su questi poveracci. La mia penna si rifiuta di descriverle..."
Fu la Commissione Bignon, arrivata in quei giorni, che fu incaricata di giudicare i prigionieri. La commissione lavorò durante le tre ore successive alla battaglia ed ordinò l'esecuzione di tutti i combattenti vandeani prigionieri. Le esecuzioni cominciarono la sera stessa della battaglia e si svolsero per tutti gli otto giorni successivi ma il numero di persone giustiziate resta sconosciuto. Secondo le statistiche ufficiali il numero di persone uccise è di 662, ma subito emersero delle perplessità in quanto le cifre riguardavano le persone uccise nei primi 3 giorni. Il rappresentante in missione Benaben scrisse così sul generale Carpantier, il 26 dicembre: Avevo scritto, che aveva fucilato più di 1 200 briganti, ma con le informazioni che ho appreso e non posso avere dubbi, mi sembra che ne ha fucilati più di 2 000". Da parte sua, il generale François Carpantier si vantava di avere fatto fucilare 1 500 persone.

Quanto alle donne ed ai bambini, che erano circa 1679, furono inviati nelle prigioni di Nantes. Alcuni ufficiali repubblicani come Kléber e Savary intervennero contro Jean-Baptiste Carrier, chiedendogli di salvarli. Ma Carrier non gli darà ascolto, e al loro arrivo a Nantes, tutte le donne e tutti i bambini furono fucilati o annegati in massa.
Altri massacri si svolsero nelle campagne, Westermann e i suoi Ussari della morte fucilarono 500-700 prigionieri, uomini, donne e bambini nel bosco di Sem, vicino a Prinquiau; il generale Westermann per le atrocità commesse venne chiamato "il macellaio della Vandea".
Tuttavia, alcuni vandeani ebbero la possibilità di salvarsi e riuscirono a nascondersi o a fuggire con l'aiuto dalla popolazione locale. Jean Legland, dichiarò nel 1834, che aveva fatto attraversare la Loira a 1 258 fuggitivi nei giorni che seguirono la battaglia di Savenay.